# Lissadoretus pallidus
Lissadoretus pallidus är en skalbaggsart som beskrevs av Gilbert John Arrow 1917. Lissadoretus pallidus ingår i släktet Lissadoretus och familjen Rutelidae. Inga underarter finns listade i Catalogue of Life.